# Samtgemeinde Hankensbüttel
La comunità amministrativa di Hankensbüttel (Samtgemeinde Hankensbüttel) si trova nel circondario di Gifhorn nella Bassa Sassonia, in Germania.

## Suddivisione
Comprende 5 comuni:
1. Dedelstorf
2. Hankensbüttel
3. Obernholz
4. Sprakensehl
5. Steinhorst

Il capoluogo è Hankensbüttel.